# Hossur, Chitapur
Hossur là một làng thuộc tehsil Chitapur, huyện Gulbarga, bang Karnataka, Ấn Độ.